# Waynesville (Missouri)
Waynesville is een plaats (city) in de Amerikaanse staat Missouri, en valt bestuurlijk gezien onder Pulaski County.

## Demografie
Bij de volkstelling in 2000 werd het aantal inwoners vastgesteld op 3507.
In 2006 is het aantal inwoners door het United States Census Bureau geschat op 3626, een stijging van 119 (3,4%).

## Geografie
Volgens het United States Census Bureau beslaat de plaats een oppervlakte van
16,1 km², geheel bestaande uit land. Waynesville ligt op ongeveer 246 m boven zeeniveau.

## Plaatsen in de nabije omgeving
De onderstaande figuur toont nabijgelegen plaatsen in een straal van 24 km rond Waynesville.